# Valdobbiadene
Valdobbiadene – miejscowość i gmina we Włoszech, w regionie Wenecja Euganejska, w prowincji Treviso. Znana z upraw winorośli i produkcji wina prosecco.
Według danych na rok 2004 gminę zamieszkiwało 10 576 osób, 176,3 os./km².